# Barquisimeto
Barquisimeto város Venezuelában, Lara állam székhelye. Caracastól kb. 350 km-re Ny-DNy-ra fekszik 564 méter magasságban. Lakossága 1,24 millió, az agglomerációé közel 2 millió fő volt 2011-ben mellyel az ország 4. legnagyobb városa.
Ipari, kereskedelmi központ. Főbb iparágai: élelmiszeripar (húsfeldolgozás, cukorfinomítás stb.), építőipar (cementgyártás). Kulturális központ több híres egyetemmel.

## Nevezetes szülöttei
- Ana Mercedes Asuaje de Rugeles (1914–2012), zeneszerző
- Rafael Cadenas (*1930), költő
- Pastor López (1944–2019), énekes
- Alvaro Cordero (* 1954), zeneszerző
- Kiara (* 1961), színésznő, énekes
- Omar Catari (* 1964), boxoló
- Fabiola Colmenares (* 1974), színésznő, modell
- Gustavo Dudamel (*1981), zeneszerző, karmester
- Carlos Felipe Álvarez (*1983), színész
- Diego Matheuz (*1984), hegedűművész
- Ángel Pulgar (* 1989), kerékpáros versenyző

## Fordítás
Ez a szócikk részben vagy egészben  a   Barquisimeto című spanyol Wikipédia-szócikk fordításán alapul.  Az eredeti cikk szerkesztőit annak laptörténete sorolja fel. Ez a jelzés csupán a megfogalmazás eredetét és a szerzői jogokat jelzi, nem szolgál a cikkben szereplő információk forrásmegjelöléseként.